# Andrea Yungblut
Andrea Yungblut (n. 1974 en Olavarría, provincia de Buenos Aires, Argentina), una escritora argentina de novelas románticas desde 2007 bajo el seudónimo de Andrea Milano, novela de romance erótico como Breeze Baker, novelas de suspense como Sienna Anderson y novela negra como Lena Svensson

## Biografía
Andrea Yungblut nació en 1974 en Olavarría, provincia de Buenos Aires, Argentina. Traductora además de fotógrafa aficionada, comenzó publicando en diarios locales. Publicó su primera novela en 2007, y además de los libros publicados en papel, tiene disponibles otros libros en red. Utiliza cuatro seudónimos distintos para los distintos tipos de novelas que escribe: Andrea Milano, Breeze Baker, Sienna Anderson y Lena Svensson

### Como Andrea Milano

#### Novelas
- Pasado imperfecto (2007/10)
- La posada de los ángeles (2009/05)
- El guardián (2009/12)
- La redención de Loan Green (2010/02)
- Susurros desde el más allá (2011/10)
- Corazón impostor (2012/07)
- La protegida del Lord (2012/09)
- Lazos de silencio (2012/12)
- Mala semilla (2014/04)
- Embrujo Gitano (2016)
- En brazos de mi enemigo (2018)
- Alma gitana (2019)
- Derramarás lágrimas de sangre (2020)

#### Cuentos incluidos en Antologías
- "Entre tus brazos" en Cuentos para mil y una noches de amor (2009/02) (con Arlette Geneve, Claudia Velasco, Gabriela Margall y Amparo Balbuena)
- "Heridas del alma" Ay, Amor. P&J (2015)
- "Pasión privada" Ay, Pasión. P&J (2019)

#### Libro infantil
- Un verano diferente (2009/10)

### Como Breeze Baker

#### Novelas
- Destino caprichoso (2009/03)
- Retorno a Paraíso (2009/04) = Pasión en el Paraíso
- Secretaria de día, amante de noche (2009/08)
- La última tentación de Nikkos (2010/01)
- Detrás de unas oscuras cortinas (2010/04) = Fachada de amor
- Nisha, pasión nocturna (2010/12) = La reina de la noche
- Deseo Mortal (2012/01)
- Átame a ti (2012/06)
- ''Tu eterno admirador (2012/06) = Del amor al odio

#### Cuentos incluidos en Antologías
- "Un amor inesperado" en Cuentos para mil y una noches de amor -Historias de Navidad- (2009/12) (con Elizabeth Butler, Ebony Clark, Arlette Geneve y Claudia Velasco)

### Como Sienna Anderson

#### Novelas
- Nomeolvides (2008/07)

#### Serie Escondido en tu mirada
1. Escondido en tu mirada (2011/03)
2. La sombra oscura de la duda (2013/06)

### Como Lena Svensson

#### Los casos de Greta Lindberg
1. La redención y la muerte (2011/12)
2. El cazador y la presa (2012/11)
3. El ángel y el infierno (2013/12)
4. La araña y la mariposa (2015/04)
5. El azar y la venganza  (2016)